# Timgad
Timgad ( arabsko تيمقاد (znano tudi kot Marciana Traiana Thamugadi) je bilo rimsko mesto v gorovju Aurès v Alžiriji. Ustanovil ga je rimski cesar Trajan okoli leta 100 našega štetja in ga poimenoval Colonia Marciana Ulpia Traiana Thamugadi, v spomin na svojo mater Marcio, najstarejšo sestro Ulpijo Marciano in očeta Marka Ulpija Trajana.
Je v današnji Alžiriji, okoli 35 km vzhodno od mesta Batna. Ruševine mesta predstavljajo enega najbolje ohranjenih primerov mrežnega načrta, kot so ga uporabljali pri načrtovanju rimskih mest. Unesco je Timgad leta 1982 uvrstil na seznam Unescove svetovne dediščine.

## Izvor imena
V zgodovinskem imenu Timgada, Marciana Traiana Thamugadi, je prvi del – Marciana Traiana – rimski in se nanaša na ime njegovega ustanovitelja, cesarja Trajana in njegove sestre Marciane. Drugi del imena – Thamugadi – »nima nič latinskega«. Thamugadi je berbersko ime kraja, kjer je bilo mesto zgrajeno; tako je Timgad množinska oblika Tamguta, kar pomeni 'vrh'.

## Zgodovina
Mesto je kot vojaško kolonijo ex nihilo ('iz ničesar') ustanovil cesar Trajan okoli leta 100 n. št. Namenjeno je bilo predvsem kot rimska utrdba proti Berberom v bližnjem gorovju Aures. Sprva so ga naseljevali predvsem rimski veterani, nato pa se je razširilo na več kot 10.000 prebivalcev iz vrst Rimljanov in celo afriških kolonistov iz drugih delov Rimskega cesarstva. Čeprav večina od njih še nikoli ni videla Rima in je bil Timgad od najbližjega italijanskega mesta oddaljen več sto kilometrov, je Trajan veliko vlagal v rimsko kulturo in identiteto.
Mesto je prvih nekaj sto let živelo v miru in je v 3. stoletju je postalo središče krščanske dejavnosti, v 4. stoletju pa donatistično središče. V krščanskem obdobju je bil Timgad škofija, ki je postala znana ob koncu 4. stoletja, ko je škof Optat postal tiskovni predstavnik donatističnega gibanja. Po Optatu je Thamugadai imel dva škofa, Gavdencija (Donatista) in Faustina (katoliškega).
V 5. stoletju so mesto oplenili Vandali, nato pa je začelo propadati. Timgad so konec 5. stoletja uničila berberska plemena iz gorovja Aurès. Ko ga je bizantinski general Salomon prišel zasesti med vandalsko vojno leta 535 n. št., je mesto našel mesto prazno. Bizantinsko ponovno zavzetje je obudilo nekatere dejavnosti v mestu, ki ga je branila trdnjava, zgrajena na jugu leta 539, pri čemer so ponovno uporabili bloke, odstranjene iz rimskih spomenikov. V naslednjem stoletju je bilo mesto za kratek čas ponovno poseljeno kot primarno krščansko mesto.
Dokončni propad Thamugadija je povzročila arabska invazija in tako po 8. stoletju našega štetja ni bilo več trajno poseljeno. Ker po 7. stoletju n. št. na tem mestu niso nastale nove naselbine, se je mesto delno ohranilo pod zemljo, do globine približno enega metra.
Med potovanjem po severni Afriki je britanski raziskovalec James Bruce 12. decembra 1765 dosegel ruševine mesta in bil verjetno prvi Evropejec, ki je to mesto obiskal po več stoletjih; mesto je opisal kot »majhno mesto, a polno elegantnih stavb«. Leta 1790 je izdal knjigo Travels to Discover the Source of the Nile (Potovanja k izviru reke Nil), kjer je opisal, kaj je našel v Timgadu. Knjiga je bila v Veliki Britaniji sprejeta s skepso, vse do leta 1875, ko je Robert Lambert Playfair, britanski konzul v Alžiru, ki ga je navdihnilo Bruceovo poročilo, obiskal ostanke mesta. Leta 1877 je Playfair Timgad podrobneje opisal v svoji knjigi Potovanja po Alžiriji in Tunisu po Bruceovih sledeh. Kot pravi Playfair, so »ti hribi pokriti z neštetimi najzanimivejšimi megalitskimi ostanki«. Francoski kolonisti so leta 1881 prevzeli nadzor nad mestom, začeli raziskovati in ga vzdrževali do leta 1960. V tem obdobju so najdišče tudi sistematično izkopavali.

## Opis
Mesto, ki leži na križišču šestih cest, je bilo obzidano, vendar ne utrjeno. Prvotno sicer zasnovano za približno 15.000 prebivalcev, je mesto hitro preraslo svoje prvotne okvirje in se razlilo izven ortogonalne mreže na bolj ohlapno organiziran način.
Območje okoli mesta je bilo ob ustanovitvi rodovitno kmetijsko območje na nadmorski višini približno 1000 metrov.
Prvotni rimski mrežni načrt je viden v pravokotni zasnovi, ki jo poudarjata decumanus maximus (ulica, usmerjena proti vzhodu in zahodu) in cardo (ulica, usmerjena proti severu in jugu), obrobljena z delno obnovljenim korintskim stebriščem. Cardo se ne nadaljuje v celoti skozi mesto, ampak se konča v forumu na križišču z dekumanom.
Na zahodnem koncu dekumana se dviga 12 m visok slavolok, imenovan Trajanov slavolok, ki je bil leta 1900 delno obnovljen. Slavolok je v glavnem iz peščenjaka in je korintskega reda s tremi loki, od katerih je osrednji širok približno 3,5 metra. Znan je tudi kot Timgad Arch (Timgadov slavolok).
Gledališče s 3500 sedeži je v dobrem stanju in se uporablja za sodobne predstave. Druge ključne stavbe so štiri terme, knjižnica in bazilika.
Kapitolski tempelj je posvečen Jupitru in je približno enakih dimenzij kot Panteon v Rimu. V bližini kapitola je kvadratna cerkev s krožno apsido iz 7. stoletja našega štetja. Eno od svetišč je predstavljalo ikonografijo (Dea) Afrike. Južno od mesta je velika bizantinska citadela, zgrajena v kasnejših obdobjih mesta.

## Knjižnica
Knjižnico v Timgadu naj bi rimskemu ljudstvu podaril Julij Kvintijan Flavij Rogatijan, kar ga je stalo okoli 400.000 sestercev. Ker o tem dobrotniku ni bilo odkritih nobenih dodatnih podatkov, točen datum izgradnje knjižnice ostaja negotov. Na podlagi preostalih arheoloških dokazov znanstveniki domnevajo, da izvira iz poznega 3. ali morda 4. stoletja.
Knjižnica zavzema pravokotnik, dolg 24,69 metra in širok 23,47 metra. Sestavljena je iz velike polkrožne sobe, ki jo obkrožata dve sekundarni pravokotni sobi, pred njo pa tri stebrišča v obliki črke U, ki obdajajo tri strani na odprtem dvorišču. Portik obdajata dve dolgi ozki sobi na vsaki strani, velika obokana dvorana pa je združevala funkcije čitalnice, skladišča in morda predavalnice. V podolgovatih nišah so ob stenah ležale lesene police, ki so verjetno imele stranice, hrbet in vrata, glede na dodatne dokaze, najdene v knjižnici v Efezu.
Možno je, da so bile prisotne tudi prostostoječe knjižne police v središču sobe, in bralna miza. Medtem ko arhitektura knjižnice v Timgadu ni posebej izjemna sama po sebi, je odkritje knjižnice zgodovinsko pomembno, saj kaže na prisotnost popolnoma razvitega knjižničnega sistema v tem rimskem mestu, kar kaže na visok standard učenja in kulture. Čeprav ni dokazov o velikosti zbirke, ki jo je hranila knjižnica, se ocenjuje, da bi lahko sprejela 3000 zvitkov. 

## Svetovna dediščina
Unesco je Timgad leta 1982 uvrstil na seznam svetovne dediščine.
- Ruševine Timgada, 24. februar 1928